# Последний лист
«Последний лист» (англ. The Last Leaf) — новелла американского прозаика О. Генри, опубликованная в 1907 году в сборнике рассказов «Горящий светильник». Русский перевод рассказа выполнен Ниной Дарузес.

## Сюжет
В маленьком квартале района Гринвич-Виллидж, в одном из трёхэтажных домов живут две молодые художницы Сью и Джонси. Джонси заболела воспалением лёгких и находится на грани смерти. За окном её комнаты с плюща облетают листья. Джонси твёрдо уверена, что как только с дерева упадёт последний лист, она умрёт. Сью пытается уговорить подругу избавиться от пессимистических мыслей.
В том же доме в нижнем этаже живёт шестидесятилетний неудачливый художник Берман, который из года в год мечтает изобразить шедевр, но даже не предпринимает попыток приступить к воплощению своей мечты. Сью приходит к старику Берману с просьбой позировать ей для своей картины и рассказывает о болезни подруги и её глупом убеждении, что вызывает у старого художника лишь насмешку над подобного рода дурацкими фантазиями:
Возможна ли такая глупость — умирать оттого, что листья падают с проклятого плюща! Первый раз слышу. <…> Как вы позволяете ей забивать голову такой чепухой? Ах, бедная маленькая мисс Джонси!
По окончании беседы молодая художница и её новоиспечённый натурщик отправляются вверх по лестнице в студию Сью и Джонси.
Наступившая ночь выдалась ветреной и дождливой. На другое утро больная потребовала открыть занавеску, чтобы увидеть, сколько листьев осталось на плюще. После ненастной погоды на фоне кирпичной стены виднелся последний лист. Джонси уверена: скоро он опадёт — и тогда она умрёт. Однако в течение последующих дня и ночи лист всё ещё продолжал висеть на ветке. К удивлению девушек, он остался на месте и на следующее утро. Это убеждает Джонси в том, что она согрешила, пожелав себе смерти, и возвращает ей волю к жизни.
Днём приходит доктор и говорит, что у Джонси неплохие шансы на выздоровление. После он сообщает, что должен навестить ещё одного больного — по фамилии Берман: старик очень слаб, а форма болезни тяжёлая. На следующий день доктор констатирует, что Джонси на пути к полному выздоровлению. В тот же вечер Сью рассказала приятельнице, что Берман умер в больнице от воспаления лёгких:
Он болел всего только два дня. Утром первого дня швейцар нашёл бедного старика на полу в его комнате. Он был без сознания. Башмаки и вся его одежда промокли насквозь и были холодны, как лёд. <…> Потом нашли фонарь, который всё ещё горел, лестницу, сдвинутую с места, несколько брошенных кистей и палитру с жёлтой и зелёной красками. Посмотри в окно, дорогая, на последний лист плюща. Тебя не удивляло, что он не дрожит и не шевелится от ветра? Да, милая, это и есть шедевр Бермана — он написал его в ту ночь, когда слетел последний лист.

## Интерпретации
«Последний лист» представляет собой характерный образец новеллы О. Генри с неожиданным финалом.
В современной писателю критике бытовало мнение об излишней сентиментальности и неправдоподобности новеллы. В американской культуре XXI века предлагаются альтернативные интерпретации «Последнего листа» в свете феминистского дискурса: критики обращают внимание на то, что к двум живущим вместе девушкам вторгается «мистер Пневмония», что Сью болезненно реагирует на вопрос доктора о том, нет ли у Джонси на примете мужчины, и т. д.

## В массовой культуре
Экранизации
- В 1952 году вышла самая первая и известная экранизация рассказа, поставленная Жаном Негулеско в фильме «Вождь краснокожих и другие…»[2] В отличие от оригинала рассказа, Сьюзан (Джин Питерс) и Джоана (Джонси, Энн Бакстер) показаны как сестры, причиной болезни Джоан служит разрыв с мужчиной, а старик Берман (Грегори Ратофф) изображен непризнанным абстракционистом.
- «Последний лист» — советский короткометражный фильм 1959 года. Режиссёр Джемма Фирсова. В ролях — Лариса Кадочникова, Отар Иоселиани. Первая роль Ларисы Кадочниковой в кино[3].
- «The last leaf» — американский короткометражный фильм 1984 года[4].
- «Новогодний романс» — фильм 2003 года снятый по мотивам новеллы. Режиссёр Георгий Юнгвальд-Хилькевич.
- «The last leaf» — американская экранизация 2012 года. Режиссёр Кетлин Вейр[5].
- «The last leaf» — американская экранизация 2013 года. Режиссёр Мэтт Гетлин[6].
- «Последний лист» — российская экранизация 2017 года. Режиссёр Екатерина Уварова[7].
- «Последний лист» — украинская экранизация 2017 года. Режиссёр Денис Старк[8].
- «Последний лист» — российская экранизация 2020 года. Режиссёр Алексей Гаськов[9].

Другое
- У Светланы Копыловой есть песня «Последний лист», написанная по мотивам рассказа, и соответствующий анимационный видеоклип.
- Своеобразной отсылкой к рассказу О. Генри является картина И. Глазунова «Больной. Последний лист» (1999).